# La valle degli uomini rossi
La valle degli uomini rossi (Valley of the Sun) è un film del 1942 diretto da George Marshall.
È una commedia western statunitense con Lucille Ball, James Craig e Cedric Hardwicke. È basato sul romanzo seriale Valley of the Sun di Clarence Budington Kelland pubblicato dal 1939 al 1940 su The Saturday Evening Post.

## Produzione
Il film, diretto da George Marshall su una sceneggiatura di Horace McCoy e un soggetto di Clarence Budington Kelland (autore del romanzo), fu prodotto da C. Graham Baker per la RKO Radio Pictures e girato in Arizona e a Santa Fe e Taos, nel Nuovo Messico, dal 22 settembre a metà novembre 1941.

## Distribuzione
Il film fu distribuito con il titolo Valley of the Sun negli Stati Uniti dal 6 febbraio 1942 al cinema dalla RKO Radio Pictures.
Altre distribuzioni:
- in Svezia il 4 dicembre 1942 (Indianfällan)
- in Portogallo il 20 marzo 1944 (O Vale do Sol)
- in Francia il 9 giugno 1948 (La vallée du soleil)
- in Germania Ovest il 1º marzo 1951 (Tal des Todes)
- in Austria il 26 ottobre 1951 (Tal des Todes)
- in Italia (La valle degli uomini rossi)
- in Brasile (O Vale do Sol)
- in Spagna (El valle del sol)
- in Grecia (I koilada tou iliou)

### Promozione
Tra le tagline: " A MIGHTY CAVALCADE OF THUNDERING ACTION SWEEPS ACROSS THE SCREEN IN THIS THRILLING SAGA OF AMERICA'S FRONTIER DAYS...".